# Rob Jovanovic
Rob Jovanovic (* 1969) je americký spisovatel. Je například autorem knih God Save the Kinks o skupině The Kinks, a Kate Bush: The Biography o zpěvačce Kate Bushové a Perfect Sound Forever o kapele Pavement. Dále je autorem biografických knih o skupině Big Star, hudebnících Beckovi a Richey Edwardsovi či zpěvácích Georgi Michaelovi a Michaelu Stipeovi. V češtině vyšly knihy Velvet Underground pod slupkou (Pragma, 2012, původně 2010) a Nirvana: Historie nahrávek (Volvox Globator, 2014, původně 2007).